# Tumpoar Meas
Tumpoar Meas es una comuna (cum) del distrito de Samraong Tong, en la provincia de Kompung Speu, Camboya. En marzo de 1008 tenía una población estimada de 6239 habitantes.
Se encuentra ubicada al suroeste del país, a escasa distancia al sur del lago Sap (Tonlé Sap), al oeste del río Mekong, al norte de la frontera con Vietnam y al este del golfo de Tailandia.